# Aero Club Milano
Aero Club Milano è un'associazione sportiva dilettantistica per l'esercizio dell'attività di aviazione sportiva, fondata nel 1926 e federata all'Aero Club d'Italia, basata presso l'Aeroporto di Bresso, alle porte di Milano.

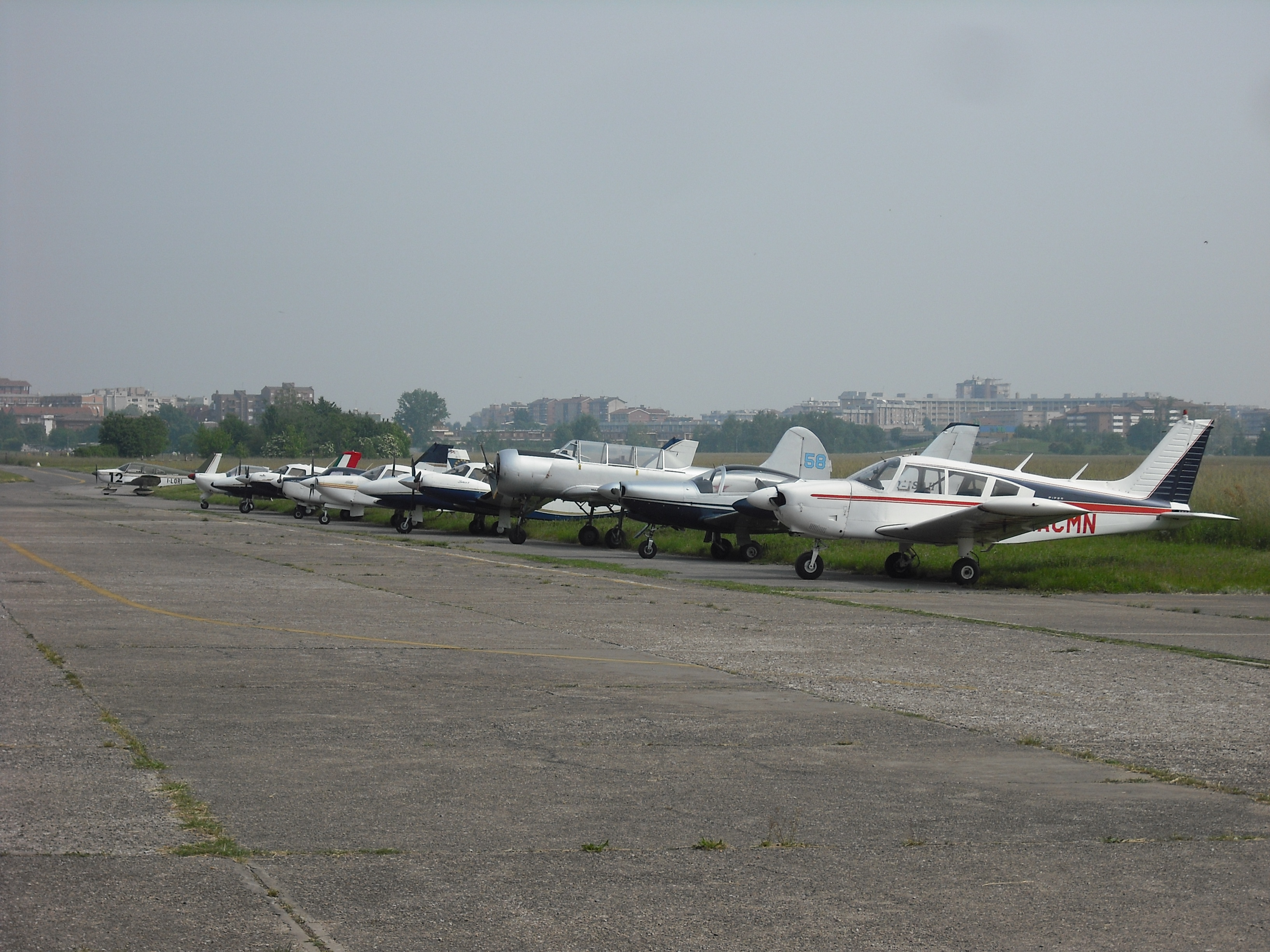
Aerei per aviazione generale dell'Aero Club Milano allineati di fronte agli hangar dell'aeroporto di Bresso.

L'associazione è dotata di una Scuola di Volo e fornisce quindi l’addestramento al volo e strumenti di pianificazione di volo, organizza corsi per il conseguimento della Licenza di pilota privato (PPL) e della Licenza di pilota di linea (ATPL) e delle principali abilitazioni. L'aero club è dotato di una officina certificata CAMO.
La flotta di Aero Club Milano è dotata di aerei di aviazione generale, aerei d'epoca e acrobatici, questi ultimi utilizzati per addestramento e partecipazione a gare nazionali ed internazionali di acrobazia aerea.

## Storia
La storia di Aero Club Milano (in acronimo AeCM) ha inizio la sera del 13 settembre 1926 quando alcuni soci dell’Automobile Club di Milano elessero per acclamazione Manillo Zerbinati primo presidente. Nel 1929 l'Aero Club modificò la sua denominatione in Aero Club Milano “Emilio Pensuti”, denominazione che mantenne fino alla fine della seconda guerra mondiale. AeCM è stato promotore di voli acrobatici, giornate dell'aria,  e raid, come quello realizzato nell’estate del 1932 dalla celebre Gaby Angelini, ribattezzata Little Gaby, dopo che effettuò in 25 giorni un “tour” europeo facendo tappa in varie città del Vecchio Continente.
La prima sede di Aero Club Milano è stata il campovolo di Taliedo. Nel 1937 il campovolo di Taliedo è stato soppiantato dall'Aeroporto di Linate sorto nelle immediate vicinanze, e l'Aero Club Milano ha spostato lì di conseguenza la propria sede, costruendo anche una palazzina dedicata con uffici, ristorante, sale riunioni.
Durante la Seconda Guerra mondiale, tutte le strutture e i velivoli dell'Aero Club Milano furono distrutti. L'attività ripartì comunque grazie all'impegno dei soci che acquistarono tre velivoli Piper J-3 Cub, recuperati in un campo di residuati bellici vicino a Napoli per un milione e quattrocentomila lire: I-MALA, I-MALO e I-MALU, quest'ultimo ancora presente in flotta. Nell'immediato dopoguerra, viene disposto il blocco dei voli civili: il club rimane attivo organizzando una Mostra internazionale dell’Aeronautica. Con la ripresa dei voli il club organizza le Giornate della Madonnina. 
Nel 1960 l'Aero Club Milano lasciò l'aeroporto di Linate, che nel frattempo aveva molto ampliato la propria attività commerciale, cedendo all'aeroporto i propri locali e addirittura la pista turistica costruiti con le sovvenzioni dei soci. Come compensazione gli fu assegnato l'Aeroporto di Bresso, ormai non più utilizzato per scopi militari, e comunque destinato all'attività di volo da un lascito testamentario allo Stato italiano col vincolo di mantenerne la destinazione.
Nel 1965 la pista in asfalto fu affiancata alla pista in erba, consentendo così la piena attività di volo tradizionale e acrobatico anche nella stagione invernale. L'attività nello scalo fu sospesa nel 2011 in occasione della visita di Papa Benedetto XVI in occasione dell'Incontro mondiale delle famiglie.. L'attività è ripresa regolarmente nella parte finale del 2012. Nel 2019 l'aero club cura l'organizzazione dell'air show per celebrare la riapertura dell'aeroporto di Milano-Linate.

## La flotta
Attualmente l'Aero Club Milano dispone di una flotta di 22 velivoli:
| Origine     | Velivolo                 | N° di esemplari | Marche di immatricolazione                     | Note                                            |
| ----------- | ------------------------ | --------------- | ---------------------------------------------- | ----------------------------------------------- |
| Stati Uniti | Cessna 172M Skyhawk      | 7               | I-ALEW, I-CCAR, I-GUGU, I-MILB, I-TOSY, I-UDDY |                                                 |
| Stati Uniti | Cessna 172 Skyhawk SP    | 2               | I-BOBB, I-BUGY                                 | Equipaggiati con avionica digitale Garmin G1000 |
| Italia      | Tecnam P2008             | 2               | I-BSAL, I-NRGY                                 |                                                 |
| Stati Uniti | Cessna 182N              | 1               | I-STAF                                         |                                                 |
| Stati Uniti | Piper PA-28 161          | 1               | I-TOND                                         |                                                 |
| Stati Uniti | Piper PA-28 180          | 1               | I-ACMN                                         |                                                 |
| Stati Uniti | Piper PA-28R 181         | 1               | I-PASC                                         |                                                 |
| Stati Uniti | Piper PA-28R 201         | 2               | I-GUYD, I-MAPE                                 |                                                 |
| Stati Uniti | Piper PA-28 236 "Dakota" | 1               | I-LIMB                                         |                                                 |
| Stati Uniti | Piper PA-34 "Seneca"     | 1               | I-TITT                                         |                                                 |
| Stati Uniti | Piper J-3 Cub            | 1               | I-MALU                                         | Immatricolato nel 1939, restaurato nel 2019     |
| Francia     | Mudry CAP 10             | 1               | I-IZAL                                         |                                                 |
| Francia     | Mudry CAP 21             | 1               | I-CILL                                         |                                                 |
|             | Totale                   | 22              |                                                |                                                 |